# V Corpo de Exército (Alemanha)
O V Corpo de Exército foi um Corpo de Exército da Alemanha durante a Segunda Guerra Mundial, destruído na Crimeia em 19 de julho de 1944 e reformado em janeiro de 1945.

## Comandantes
- Generaloberst Richard Ruoff (1 Setembro 1939 - 8 Janeiro 1942)[2]
- General der Infanterie Wilhelm Wetzel (12 Janeiro 1942 - 1 Julho 1943)
- General der Infanterie Karl Allmendinger (1 Julho 1943 - 1 Maio 1944)
- General der Infanterie Friedrich-Wilhelm Müller (4 Maio 1944 - 2 Junho 1944)
- General der Infanterie Dr. Franz Beyer (2 Junho 1944 - 19 Julho 1944)
- General der Artillerie Kurt Wäger (26 Janeiro 1945 - 8 Maio 1945)

## Área de Operações
- Polônia (Setembro 1939 - Maio 1940)[2]
- França (Maio 1940 - Junho 1941)
- Frente Oriental, Setor Sul (Junho 1941 - Maio 1944)
- Crimeia (Maio 1944 - Julho 1944)
- Oeste da Alemanha (Janeiro 1945 - Maio 1945)

## Serviço de guerra
| Data                    | Exército           | Grupo de Exército | Lugar                    |
| ----------------------- | ------------------ | ----------------- | ------------------------ |
| Setembro 39             | Armee-Abteilung A  | C                 | Grenze Border            |
| Outubro 39              | 4º Exército        | B                 | Eifel                    |
| Janeiro 40              | 4º Exército        | B                 | Eifel                    |
| Maio 40                 | 4º Exército        | A                 | Bélgica                  |
| Maio 40                 | 9º Exército        | A                 | Bélgica                  |
| Junho 40                | 6º Exército        | B                 | Somme, Loire             |
| Julho 40                | 9º Exército        | A                 | Norte da França, Bélgica |
| Agosto 40               | 16º Exército       | A                 | Bélgica, Países Baixos   |
| Janeiro 41              | 16º Exército       | A                 | Países Baixos            |
| Maio 41                 | 9º Exército        | B                 | Suwalki                  |
| Junho 41                | 3º Exército        | Mitte             | Bialystok, Smolensk      |
| Outubro 41              | 3 Panzergruppe     | Mitte             | Wjasma                   |
| Novembro 41             | 3 Panzergruppe     | Mitte             | Moscou                   |
| Janeiro 42              | 4º Exército Panzer | Mitte             | Moshaisk                 |
| Fevereiro 42            | z. Vfg.            | Mitte             |                          |
| Março 42                | 4º Exército Panzer | Mitte             | Gshatsk                  |
| Maio 42                 | z. Vfg.            | OKH               | Auffrischung             |
| Julho 42                | z. Vfg.            | Süd               |                          |
| Agosto 42               | 17º Exército       | A                 | Cáucaso                  |
| Janeiro 43              | 17º Exército       | A                 | Cáucaso                  |
| Janeiro 44              | 17º Exército       | A                 | Kuban, Crimeia           |
| Abril 44                | 17º Exército       | Südukraine        | Crimeia                  |
| Maio 44                 | z. Vfg             | Südukraine        |                          |
| Após o restabelecimento |                    |                   |                          |
| Março 45                | 4º Exército Panzer | Mitte             | Lausitz, Erzgebirge      |

## Organização
1 de Março de 1939
- 5ª Divisão de Infantaria
- 25ª Divisão de Infantaria
- 35ª Divisão de Infantaria
- 4. Panzerbrigade

1 de Setembro de 1939
- 22ª Divisão de Infantaria
- 225ª Divisão de Infantaria

1 de Dezembro de 1939
- 263ª Divisão de Infantaria
- 62ª Divisão de Infantaria
- 87ª Divisão de Infantaria

30 de Maio de 1940
- 62ª Divisão de Infantaria
- 94ª Divisão de Infantaria
- 263ª Divisão de Infantaria

16 de Junho de 1940
- 62ª Divisão de Infantaria
- 98ª Divisão de Infantaria
- 263ª Divisão de Infantaria

29 de Julho de 1941
- 129ª Divisão de Infantaria
- 35ª Divisão de Infantaria
- 5ª Divisão de Infantaria

22 de Agosto de 1941
- 129ª Divisão de Infantaria
- 35ª Divisão de Infantaria
- 5ª Divisão de Infantaria
- 106ª Divisão de Infantaria

25 de Setembro de 1941
- 129ª Divisão de Infantaria
- 35ª Divisão de Infantaria
- 5ª Divisão de Infantaria
- 106ª Divisão de Infantaria
- 161ª Divisão de Infantaria

11 de Outubro de 1941
- 35ª Divisão de Infantaria
- 5ª Divisão de Infantaria
- 106ª Divisão de Infantaria

11 de Janeiro de 1942
- 35ª Divisão de Infantaria
- 106ª Divisão de Infantaria
- 23ª Divisão de Infantaria

2 de Janeiro de 1942
- 35ª Divisão de Infantaria
- 6ª Divisão de Infantaria
- 106ª Divisão de Infantaria
- 23ª Divisão de Infantaria

12 de Agosto de 1942
- 198ª Divisão de Infantaria
- 125ª Divisão de Infantaria
- 73ª Divisão de Infantaria
- 9ª Divisão de Infantaria

22 de Dezembro de 1942
- rumänisches Kavallerie-Korps Romeno Cavalaria Corpo
- 73ª Divisão de Infantaria
- 9ª Divisão de Infantaria
- [[10ª Divisão Romena
- 3ª Divisão de Montanha Romena

7 de Julho de 1943
- rumänisches Kavallerie-Korps
- Kampfgruppe Generalleutnant Kress
- (6. rum. Kav. Div. + 4. Geb. Div.)
- Kampfgruppe Generalleutnant von Bünau
- (Maior Parte da 1ª Divisão de Montanha Romena + 73ª Divisão de Infantaria)
- 9ª Divisão de Infantaria
- Parte 1ª Divisão de Montanha Romena

26 de Dezembro de 1943
- 6ª Divisão de Cavalaria Romena
- 98ª Divisão de Infantaria
- Parte 50ª Divisão de Infantaria
- 3ª Divisão de Montanha Romena

1 de Março de 1945
- Kampfgruppe 342ª Divisão de Infantaria
- Kampfgruppe 72ª Divisão de Infantaria
- 275ª Divisão de Infantaria